# 井関昌孝
井関 昌孝（いぜき まさたか、1927年11月19日 - 2006年5月11日）は、日本の経営者。井関農機社長を務めた。

## 来歴・人物
愛媛県出身。1945年に立命館第一中学校を中退し、同年8月に井関農機に入社。1955年1月に監査役に就任し、1956年1月に取締役、1957年11月に常務、1960年11月に専務、1976年3月に副社長を経て、1977年12月には社長に就任。1988年2月に会長に就任し、1992年12月から相談役を務めた。
1987年11月に藍綬褒章を受章。
2006年5月11日食道がんのために死去。78歳没。